# Парк имени 50-летия Великого Октября
Парк культуры и отдыха им. 50-летия Великого Октября (бел. Парк культуры і адпачынку імя 50-годдзя Вялікага Кастрычніка) — парк в Заводском районе города Минска, расположен между Долгобродской улицей и Партизанским проспектом.
Парк примыкает к территории МТЗ и поэтому значительно влияет на экологию прилегающих районов.
Рядом с парком находится стадион «Трактор».
В парке произрастают деревья преимущественно хвойных пород.

## История
Территория нынешнего парка являлась частью Архиерейской рощи, принадлежавшей Минской епархии.
Свое название парк получил в 1967 году (до этого он назывался просто лесопарком; соответствующее название имела остановка трамвая маршрутов 6 и 7).
На момент открытия в парке работала открытая танцплощадка и 18 аттракционов (в настоящее время — 9).
В то время парк был популярным местом отдыха.
В настоящее время планируется реконструкция парка и замена устаревших аттракционов.